# أونسفيل (أوهايو)
أونسفيل (بالإنجليزية: Owensville, Ohio)‏ هي منطقة سكنية تقع في الولايات المتحدة في مقاطعة كليرمونت، أوهايو. يقدر عدد سكانها بـ 794 نسمة ومساحتها 1.11 كم2 و وترتفع عن سطح البحر 263 متر.

## التركيبة السكانية
قام مكتب تعداد الولايات المتحدة بتحديد بيانات التركيبة السكانية لأونسفيل في تعداد الولايات المتحدة. في ما يلي، التركيبة السكانية حسب تعدادي 2000 و2010.

### تعداد عام 2000
بلغ عدد سكان أونسفيل 816 نسمة بحسب تعداد عام 2000، وبلغ عدد الأسر 361 أسرة وعدد العائلات 188 عائلة مقيمة في القرية. في حين سجلت الكثافة السكانية 2,061.7 نسمة لكل ميل مربع (796.0/كم2). وبلغ عدد الوحدات السكنية 381 وحدة بمتوسط كثافة قدره 962.6 نسمة لكل ميل مربع (371.7/كم2).
وتوزع التركيب العرقي للقرية بنسبة 97.67% من البيض و 0.12% من الأمريكيين ذوي الأصول الآسيوية و 0.25% من سكان جزر المحيط الهادئ و 0.61% من الأمريكيين الأفارقة و 1.35% من عرقين مختلطين أو أكثر.
بلغ عدد الأسر 361 أسرة كانت نسبة 29.9% منها لديها أطفال تحت سن الثامنة عشر تعيش معهم، وبلغت نسبة الأزواج القاطنين مع بعضهم البعض 34.1% من أصل المجموع الكلي للأسر، ونسبة 14.7% من الأسر كان لديها معيلات من الإناث دون وجود شريك، وكانت نسبة 47.9% من غير العائلات. تألفت نسبة 44.0% من أصل جميع الأسر من أفراد ونسبة 24.9% كانوا يعيش معهم شخص وحيد يبلغ من العمر 65 عاماً فما فوق. وبلغ متوسط حجم الأسرة المعيشية 3.24، أما متوسط حجم العائلات فبلغ 2.26.
بلغ العمر الوسطي للسكان 36 عاماً. وكانت نسبة 27.7% من القاطنين تحت سن الثامنة عشر، وكانت نسبة 9.8% بين الثامنة عشر والأربعة وعشرون عاماً، ونسبة 24.3% كانت واقعةً في الفئة العمرية ما بين الخامسة والعشرون حتى والأربعة وأربعون عاماً، ونسبة 20.8% كانت ما بين الخامسة والأربعون حتى الرابعة والستون، ونسبة 17.4% كانت ضمن فئة الخامسة والستون عاماً فما فوق. يوجد لكل 100 أنثى 83.0 ذكر، ويوجد لكل 100 أنثى في الثامنة عشر من عمرها فما فوق 73.0 ذكر.
بلغ متوسط دخل الأسرة في القرية 24,097 دولار، أما متوسط دخل العائلة فبلغ 41,625 دولار. وكان متوسط دخل الذكور 33,625 دولار مقابل 26,563 دولار للإناث. وسجل دخل الفرد الخاص بالقرية 14,725 دولار. وكانت نسبة 11.4% من العائلات ونسبة 18.6% من السكان تحت خط الفقر، وكان من هؤلاء نسبة 20.9% تحت سن الثامنة عشر ونسبة 24.8% في الخامسة والستين من العمر وما فوق.

### تعداد عام 2010
بلغ عدد سكان أونسفيل 794 نسمة بحسب تعداد عام 2010، وبلغ عدد الأسر 387 أسرة وعدد العائلات 196 عائلة مقيمة في القرية. في حين سجلت الكثافة السكانية 1,846.5 نسمة لكل ميل مربع (712.9/كم2). وبلغ عدد الوحدات السكنية 429 وحدة بمتوسط كثافة قدره 997.7 لكل ميل مربع (385.2/كم2).
وتوزع التركيب العرقي للقرية بنسبة 97.9% من البيض و 0.3% من الأمريكيين ذوي الأصول الآسيوية و 0.1% من الأمريكيين الأفارقة و 1.8% من عرقين مختلطين أو أكثر.
بلغ عدد الأسر 387 أسرة كانت نسبة 24.5% منها لديها أطفال تحت سن الثامنة عشر تعيش معهم، وبلغت نسبة الأزواج القاطنين مع بعضهم البعض 34.4% من أصل المجموع الكلي للأسر، ونسبة 12.1% من الأسر كان لديها معيلات من الإناث دون وجود شريك، بينما كانت نسبة 4.1% من الأسر لديها معيلون من الذكور دون وجود شريكة وكانت نسبة 49.4% من غير العائلات. تألفت نسبة 45.0% من أصل جميع الأسر من أفراد ونسبة 18.9% كانوا يعيش معهم شخص وحيد يبلغ من العمر 65 عاماً فما فوق. وبلغ متوسط حجم الأسرة المعيشية 2.88، أما متوسط حجم العائلات فبلغ 2.05.
بلغ العمر الوسطي للسكان 44.3 عاماً. وكانت نسبة 20.9% من القاطنين تحت سن الثامنة عشر، وكانت نسبة 9.3% بين الثامنة عشر والأربعة وعشرون عاماً، ونسبة 19.9% كانت واقعةً في الفئة العمرية ما بين الخامسة والعشرون حتى والأربعة وأربعون عاماً، ونسبة 31.4% كانت ما بين الخامسة والأربعون حتى الرابعة والستون، ونسبة 18.4% كانت ضمن فئة الخامسة والستون عاماً فما فوق. وتوزع التركيب الجنسي للسكان بنسبة 45.3% ذكور و54.7% إناث.